# Сід Меєр
Сід Меєр (англ. Sid Meier, 24 лютого 1954, Детройт, США) — американський геймдизайнер, найвідоміший за іграми серії Civilization. Співзасновник компанії MicroProse і директор креативної розробки Firaxis Games.

## Біографія
Випускник Університету штату Мічиган (Michigan State University). З 1982 року в заснованій ним компанії MicroProse Software, Inc. почали вироблятися ігри для перших персональних комп'ютерів Commodore 64, AppleII і Atari 800. 1991 року MicroProse розпочала продаж ігрової енциклопедії історично пізнавальних образів Civilization. 1993 року величезна вертикально інтегрована компанія Spectrum HoloByte, Inc. докладала зусиль для поглинання MicroProse. Після завершення юридичних процедур до 1994 року у Меєра і нового керівника фірми Луї Гілмана (Gilman Louie) намітились деякі розходження в питаннях щодо того, куди, як і навіщо розвивати спільний ігровий бізнес. Загальна ситуація характеризувалась тим, що Брюс Шеллі, який так багато зробив для гри Railroad Tycoon покинув MicroProse в 1995 році для заснування власної студії Ensemble (спільно з братами Тоні і Ріком Гудманами). Гілман і Меєр, покинули MicroProse і надалі займалися бізнесом в різних компаніях. Потім Гілман перейшов на державну службу, очоливши в ЦРУ фонд венчурного інвестування. За відсутності Меєра у MicroProse поміняли назву на регіональний бренд Hunt Valley. А 2003 року закрилась остання американська студія цієї компанії, що повністю перестала існувати. Підтвердженням того, що Шеллі і Меєр зберегли ділові відношення служить той факт, що Меєра запросили для роботи над Age of Mythology (Microsoft, 2002).
З 1996 року Меєр працює директором з питань розвитку у фірмі Firaxis Games, створеній ним спільно з президентом фірми Джеффом Бріггсом (Jeff Briggs). 1999 року Меєр готує проєкт Dinosaurs, який так і не було реалізовано.
У 2002 році ім'я Сіда Мейєра вписали в Зал Слави Комп'ютерного музею Америки (Computer Museum of America's Hall of Fame).
У 2003 році Firaxis Games визнала, що ліцензувала технологію Gamebryo 3D для рімейку класичної гри Sid Meier's Pirates!. На корпоративному сайті компанії Firaxis Мейєра назвали «батьком комп'ютерних ігор» (Father of Computer Gaming).
Творчу кар'єру дизайнера досліджують американські ділові ЗМІ (Baltimore Business Journal та ін.)

## Ігри Сіда Меєра
- Hellcat Ace (1982)
- Solo Flight (1984)
- NATO Division Commander (1984)
- Spitfire Ace (1984)
- F-15 Strike Eagle (1985)
- Silent Service (1985)
- Decision In Desert (1985)
- Crusade in Europe (1985)
- Gunship (1986)
- Conflict In Vietnam (1986)
- Pirates! (1987)
- F-19 Stealth Fighter (1988)
- Red Storm Rising (1989)
- Sword of the Samurai (1989)
- M1 Tank Platoon (1989)
- F-15 Strike Eagle II (1989)
- Sid Meier's Railroad Tycoon (1990)
- Sid Meier's Covert Action (1990)
- Sid Meier's Civilization (1991)
- Gunship 2000 (1991)
- High Command: Europe 1939-45 (1992)
- Return of the Phantom (1993)
- Pirates! Gold (1993)
- CPU Bach (1993)
- F-15 Strike Eagle III (1993)
- Sid Meier's Colonization (1994)
- Sid Meier's CivNet (1995)
- Civilization II (1996)
- Vikings: The Strategy of Ultimate Conquest
- Sid Meier's Gettysburg! (1997)
- Sid Meier's Antietam! (1998)
- Sid Meier's Alpha Centauri (1999)
- Sid Meier's Alien Crossfire (1999)
- Sid Meier's Alpha Centauri Planetary Pack (2000)
- Sid Meier's Civilization III (2001)
- SimGolf (2002)
- Sid Meier's Civilization III: Conquests (2003)
- Sid Meier's Pirates! (2004)
- Civilization IV (2005)
- Sid Meier's Railroads (2006)
- Civilization Revolution (2008)
- Sid Meier's Civilization V (2010)
- Civilization: Beyond Earth (2014)
- Civilization: Beyond Earth: Rising Tide (2015)
- Sid Meier's Starships (2015)
- Civilization VI (2016)